# Camelion
Camelion est une marque de piles électriques, chargeurs et de lampes de poche dont les usines sont principalement en Chine. En concurrence avec Duracell, Energizer, Panasonic, Varta et GP. 

## Présentation
Camelion Battery Co, Ltd est une société spécialisée dans la recherche, le développement et la production de batteries, piles, chargeur, lampes-torches et tout ce qui concerne les accessoires. Les produits Camelion sont présents sur tous les continents, dans plus de 60 pays. 
Une présence mondiale :
- En 1997, Camelion ouvre 2 bureaux dans le monde[2] :
- Camelion Enterprise Ltd située à Shenzhen, sert de centre de production.
- Camelion Batterien GmbH en Allemagne[2]. Le bureau en Allemagne abrite la R&D, le département marketing et la gestion de la distribution pour Camelion Battery[2].

- En 2000, Camelion a établi un centre marketing et de distribution aux États-Unis qui est responsable des ventes pour les Caraïbes et pour l’Amérique latine[2].

- En 2002,  Camelion met sur pied une société en Australie et en Nouvelle-Zélande avec Power DC[2].

- En 2004, grâce au partenariat avec Batteryhouse Inc, Camelion établit un nouveau réseau de distribution en Amérique du Nord[2]. La même année, Camelion Holding Inc fut nommé à la tête des bureaux de l’Amérique du Nord[2].